# Baal
 For alternative betydninger, se Baal (flertydig). (Se også artikler, som begynder med Baal)
Baal eller Baʿal (hebr. בָּעָל bāʿāl) var i gammel nærorientalsk religion en titel, der brugtes om en række guddomme, særligt sådanne som associeredes med frugtbarhed og succes. "Ba‘al" betyder egentlig "herre", og han regnedes ofte for en art gudernes fyrste.
I det fønikiske Karthago dyrkedes en overgud ved navn Ba‘al Hammon, der gerne identificeredes med den nordvestsemitiske guddom El og senere med den græske Kronos og den romerske Saturn. Hans guddommelige partner var månegudinden Tanit.
I kana‘anæisk religion identificeres han med guden Hadad, der var gud for sol, regn, torden, frugtbarhed og landbrug, søn af højguden El og søster til Anat.
Ba‘al-dyrkelsen var også udbredt i det gamle Israel, som det bl.a. beskrives i Bibelen. Ifølge bibelske kilder brugte Ba‘al-dyrkere at ofre deres børn til deres gud.
I moderne populærkultur associeres Ba‘al gerne med satanisme og andre moderne anti-kristne manifestationer, og mange sådanne har da også selv anvendt det navn og den symbolik, der knytter sig til Ba‘al-skikkelsen.